# Kazimierz Funk

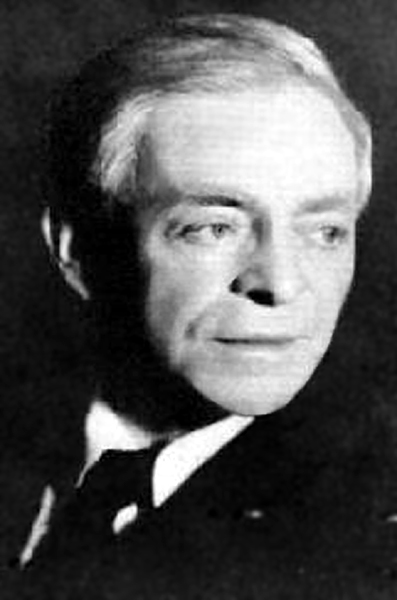
Kazimierz Funk

Kazimierz Funk, scris și Casimir Funk, (n. 23 februarie 1884, Varșovia, Polonia Congresului – d. 20 noiembrie 1967, Albany, New York, SUA) a fost un biochimist polonez, de origine evreiască, cunoscut în special pentru faptul că a descoperit vitamina B1.

## Biografie
Kazimierz Funk s-a născut la Varșovia ca fiu al medicului dermatolog evreu Jakob (Jacques) Izraelevici Funk si al Gustawei născută Zyssan, medic de profesie, dar care s-a dedicat creșterii copiilor  ; În copilărie la doi ani a fost internat la un spital lângă Augsburg  din cauza unei probleme ortopedice. După studii la un gimnaziu public din Varșovia, între 1900-1904 Funk a studiat chimia, fizica, biologia și zoologia la universitățile din Geneva și Berna în Elveția, unde a obținut în final doctoratul în chimie organică la Universitatea din Berna, sub îndrumarea profesorului Stanislaw Kostanecki. După absolvire, a lucrat mai întâi la Institutul Pasteur din Paris (1904), în domeniul chimiei glucidelor și proteinelor în cooperare cu Gabriel Bertrand, apoi din 1906 la Universitatea din Berlin și Spitalul municipal din Wiesbaden, efectuând cercetări în laboratoarele profesorilor Emil Fischer și Emil Abderhalden. Mai târziu, în anii 1910-1915 a efectuat experiențe în cadrul Institutului Lister din Londra și a Spitalului și Institutului de Cercetarea Cancerului de pe lângă Universitatea din Londra.
A locuit temporar în mai multe țări: s-a mutat în Statele Unite pentru o perioadă, apoi s-a întors ca profesor în țara sa natală, Polonia, însă, găsind-o prea instabilă din punct de vedere politic, s-a mutat în 1927 la Paris unde și-a înființat propriul institut de cercetare, Casa Biochemica. După izbucnirea celui de-al Doilea Război Mondial, s-a mutat definitiv în America.
Funk a descoperit existența vitaminei B1 în orezul brun. Kazimierz Funk și-a dedicat munca studierii și izolării unei substanțe necunoscute în acea perioadă, regăsită în orezul brun. În 1912 a reușit să izoleze substanța respectivă și, deoarece această substanță conținea un grup de amine, el a denumit-o vita amine (vitamină). Ulterior, urma să fie cunoscută sub numele de vitamina B1 (tiamină). Funk a avansat ipoteza că numeroase boli ar putea fi vindecate cu ajutorul vitaminelor. Începând cu anul 1915, a început să lucreze pentru diverse companii farmaceutice americane și s-a concentrat asupra produselor pe bază de vitamine. În 1923, la Varșovia, Funk a coordonat cercetări asupra hormonilor și, în 1928, la Paris, și-a îndreptat atenția asupra hormonilor sexuali. În 1936, a determinat structura moleculară a tiaminei și a fost primul care a reușit să izoleze acidul nicotinic (vitamina B3). Funk a coordonat și cercetări asupra diabetului, ulcerelor și biochimiei cancerului.

## Viața privată
Funk a fost căsătorit cu Alix Denise Schneidesch cu care a avut doi copii: Jan Casimir și Doriane Jacqueline.